# هماز (السوادية)

تعديل مصدري - تعديل

هماز هي إحدى قرى عزلة ذاهبة بمديرية السوادية التابعة لمحافظة البيضاء، بلغ تعداد سكانها 386 نسمة حسب تعداد اليمن لعام 2004.